# Franchise
Franchise eller franchising är en affärsmodell där ett varumärke, koncept eller produkt kan användas av (distribueras av) en oberoende näringsidkare mot en avgift till varumärkesägaren. Metoden kan användas inom praktiskt taget varje område av vårt näringsliv där försäljning av varor, tjänster eller service finns. Den kan också motsvaras av ordet försäljarrätt.
Franchiseutredningen, ”SOU 1987:17”, föreslog utan större framgång termen franchisering på svenska men bekräftade samtidigt att det engelska begreppet franchising redan var erkänt och accepterat. Liksom leasing och factoring är franchising ett internationellt begrepp. Franchising kommer från latinets franco, vilket betyder rättighet, privilegium. Francotecken är beviset på att en avsändare köpt rättigheterna att utnyttja Postens service.
Nu för tiden står begreppet franchising för en förmån från en varumärkesägare till en person eller ett företag att mot en kostnad få använda det här beprövade affärskonceptet för att sälja produkter och tjänster i det aktuella namnet. Vissa normer måste följas för att skydda varumärkets status.
Huvuddelen av verksamhet som bedrivs genom franchising regleras i vanlig lagstiftning men det finns också specialbestämmelser i Lag om franchisegivares informationsskyldighet och i gruppundantaget för vertikala avtal, kopplad till konkurrenslagen.
Kända franchiser är McDonald's, Pressbyrån, ICA, Polarn & Pyret, Lindex, Indiska och Western Union.

## Historik
Franchising började på 1860-talet när Singer Sewing Machine Company lät sina varor marknadsföras, säljas och servas av fristående företagare på den amerikanska landsbygden. Dessa rättighetsinnehavare (franchisetagare) fick använda varumärket Singer och hela konceptet kring hur Singer själva skötte sin verksamhet. Franchising hade sin största utvecklingsperiod under början av 1960-talet i Texas, USA, med hjälp av företag som McDonald's, Kentucky Fried Chicken, Seven Eleven och Avis.
I Sverige blev franchisemetoden känd genom att tidningen Möbelvärlden hade ett reportage om "Den finurliga idén från Texas". För det reportaget intervjuades Erik Elinder som var en av många förespråkare för franchising. Han talade även om hur den här nya sortens affärskedjor skulle ersätta den gamla sortens affärskedjor.
Franchising spreds snabbt i Europa vilket banade väg för konsultfirmor med syfte att hjälpa till att starta upp franchiseföretagen. Idag finns flera etablerade konsultfirmor med specialinriktning på franchising.

## Svenska Franchiseföreningen
1972 grundades Svenska Franchiseföreningen, vars främsta uppgift var att sprida idéerna kring franchising. En drivande person kring franchising var Herbert Geisen som under ett seminarium anordnat av Marknadsförbundet i april 1972 startade franchiseföreningen. Deras förste ordförande blev advokaten Stig Sohlberg. Föreningen är fortfarande aktiv och dess ordföranden över tiden har varit:
Stig Sohlberg (1972–1978), Tom Bruno (1978–1981), Peter Westring (1981–1983), Eric Grönberg (1983–1986), Åke Ericsson (1986–1987), Ulf Hytting (1987–1989), Tommy Adamsson (1989–1994), Tomas Sonesson (1994–1996), Sven-Olof Petterson (1996–1998), Pär-Erik Åhnberg (1998–2001), Anders Fernlund (2001–2007), Jonas Ideström (2007–2014) och Mikael Holmstrand (2014–).
Verksamheten är ideell och arbetar idag under namnet Svensk Franchise. 
Svenska Franchise Föreningen verkar för att franchise som företagsform ska utvecklas och bedrivas klanderfritt. Kedjan blir medlem vilket innebär att såväl franchisegivare och franchisetagare kan deltaga i föreningens aktiviteter.
Efter 12 månader som sökande medlem kan kedjan ansöka om fullvärdigt medlemskap. Granskningen görs av Svensk Franchise som samlar in och genomlyser verksamheten, kedjor som klarar granskningen ges möjlighet att använda en symbol eller kvalitetsstämpel som visar att man bland annat uppfyller de etiska reglerna för franchise.
Föreningen erbjuder sina medlemmar medling för att lösa eventuella tvister mellan franchisetagare och franchisegivare som ett första steg innan eventuell domstol eller skiljeförfarande.
Johan Martinsson är VD sedan 2014.

## Källhänvisningar